# Dioctylzinndidodecanoat
Dioctylzinndidodecanoat ist eine chemische Verbindung, die zur Gruppe der zinnorganischen Verbindungen gehört. Sie wird häufig als Katalysator in verschiedenen chemischen Reaktionen und als Weichmacher in Kunststoffen eingesetzt. Diese Verbindung ist bekannt für ihre Fähigkeit, die Härtung von Polyvinylchlorid (PVC) zu katalysieren und die Flexibilität des resultierenden Materials zu erhöhen.

## Eigenschaften
Dioctylzinndidodecanoat liegt in Form einer klaren, gelblichen Flüssigkeit vor und ist in vielen organischen Lösungsmitteln löslich.

## Verwendung
Aufgrund seiner Weichmachereigenschaften wird es in einer Vielzahl von PVC-Produkten eingesetzt, darunter in der Herstellung von Kunstleder, Kabeln, Rohren und Folien. Darüber hinaus findet es Anwendung in der Herstellung von Beschichtungen, Dichtungsmassen und Klebstoffen.
Es wird auch als Katalysator für die Vernetzung von Polymeren bei Veresterungsreaktionen, Umesterungsreaktionen sowie bei Polykondensationsreaktionen in der Herstellung von thermoplastischen Polymeren, von Klebstoffen und Dichtmitteln, von Beschichtungen, Farben und Verdünnern sowie Farbenentfernern eingesetzt.